# Tabernakel (kerk)
In de Katholieke Kerk is een tabernakel (ook wel sacramentshuis genoemd) een, meestal rijk versierde, brandwerende kluis op het hoogaltaar of zijaltaar, soms binnenin bekleed met zijde en van buiten vaak omhangen met gordijnen in liturgische kleur, waarin het Heilig Sacrament (de geconsacreerde hosties) bewaard wordt in een ciborie. 
Het tabernakel moet binnenin wit zijn. In elke kerk mag maar één dienstdoend tabernakel aanwezig zijn. Aan conopeum en godslamp kan men zien dat het sacrament in de vorm van geconsacreerde hosties in het tabernakel aanwezig is. Zo niet, is de godslamp gedoofd en staat de tabernakeldeur meestal open. Het tabernakel is binnen de katholieke eredienst het centrum en neemt in de kerkbouw van de Katholieke Kerk de centrale positie in als de woonplaats van de – onder de gedaante van brood – 'waarachtig tegenwoordige' Jezus Christus.
Een torenvormig tabernakel heet ook wel sacramentstoren.

## Oorsprong
De term tabernakel zoals gehanteerd in de Katholieke Kerk is afkomstig van het tabernakel zoals deze in de Bijbel werd gebruikt.

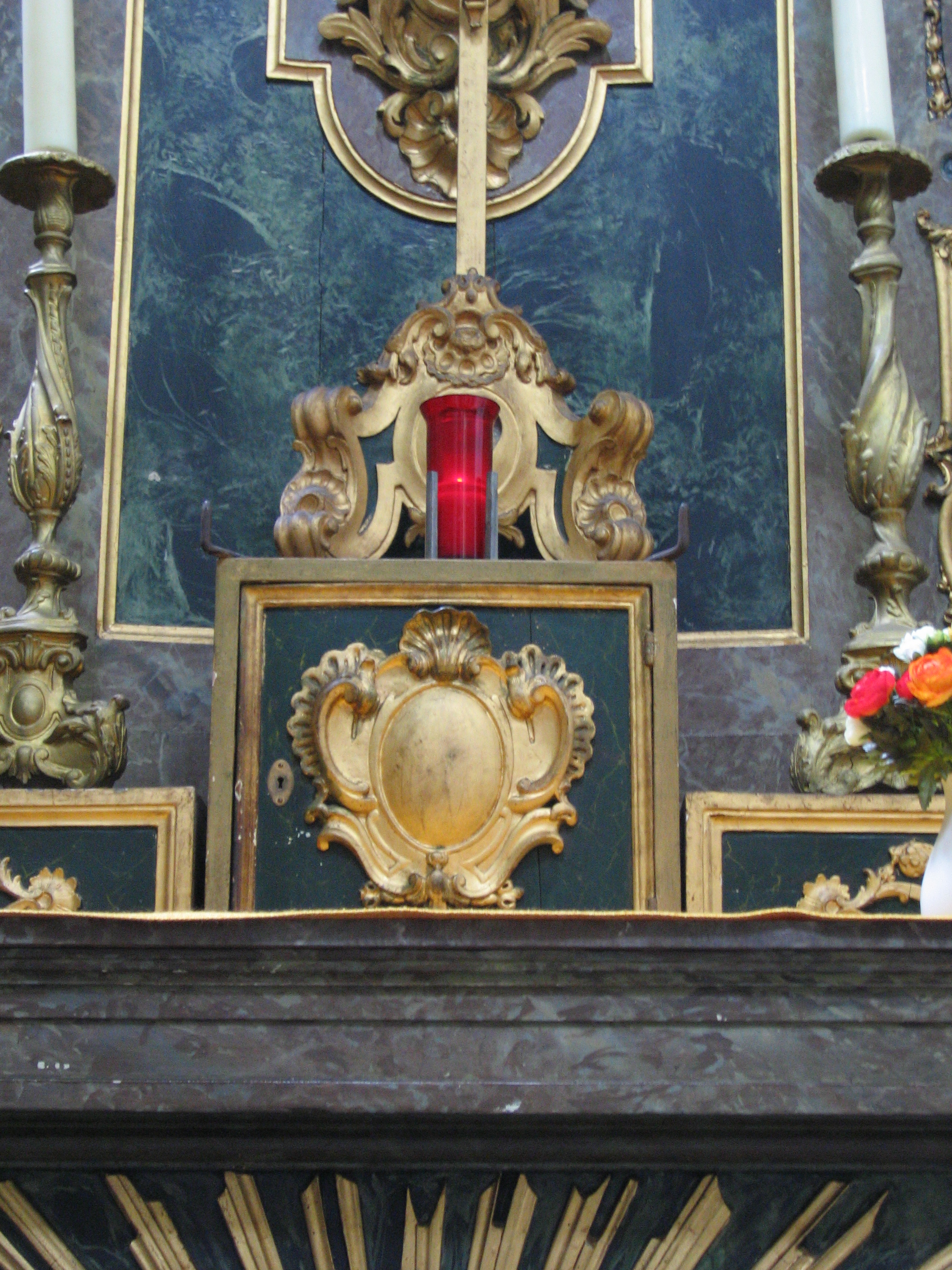
Het tabernakel met godslamp op een zijaltaar van de abdijkerk in Grimbergen
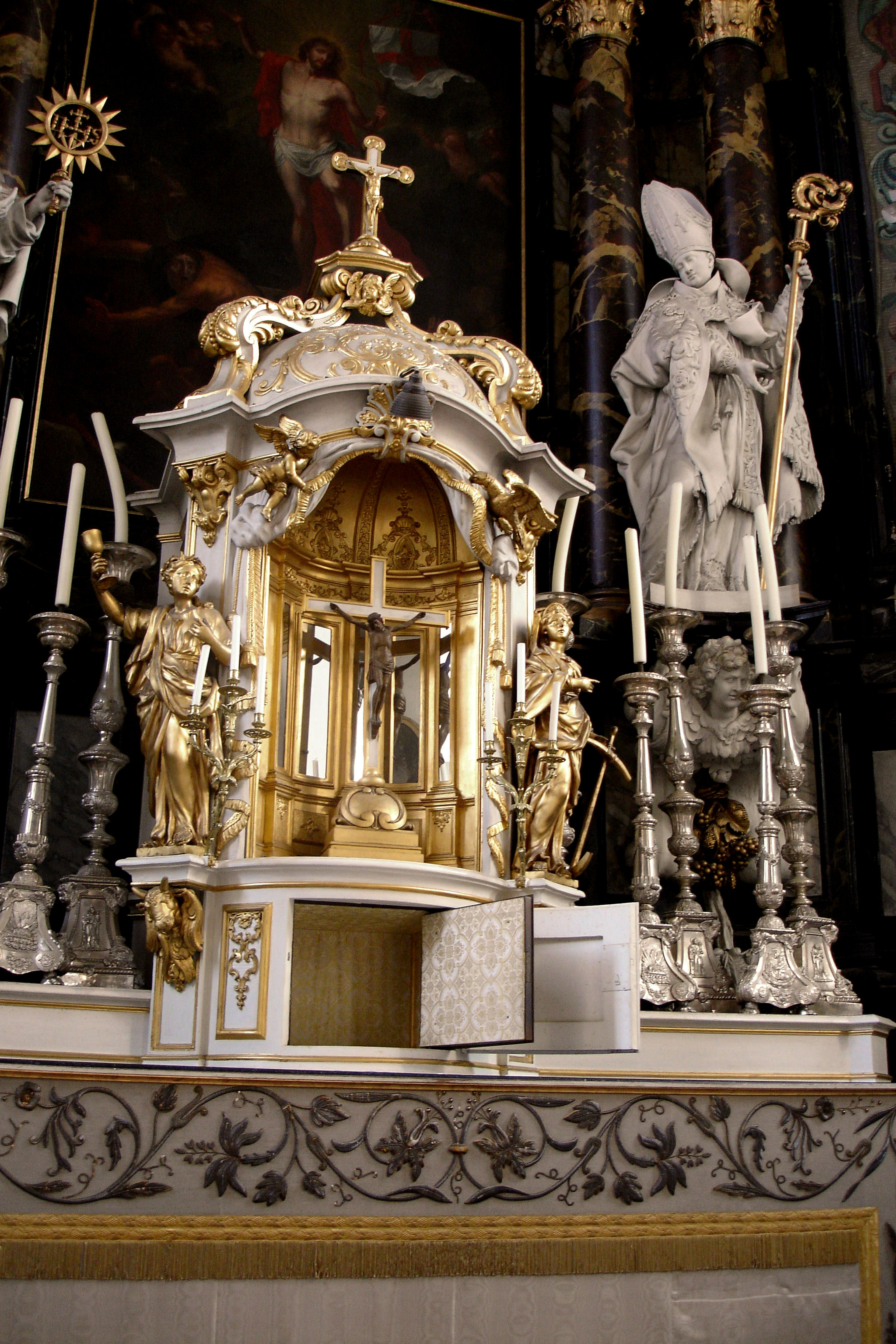
Het tabernakel in de Collegekapel, Sint-Niklaas
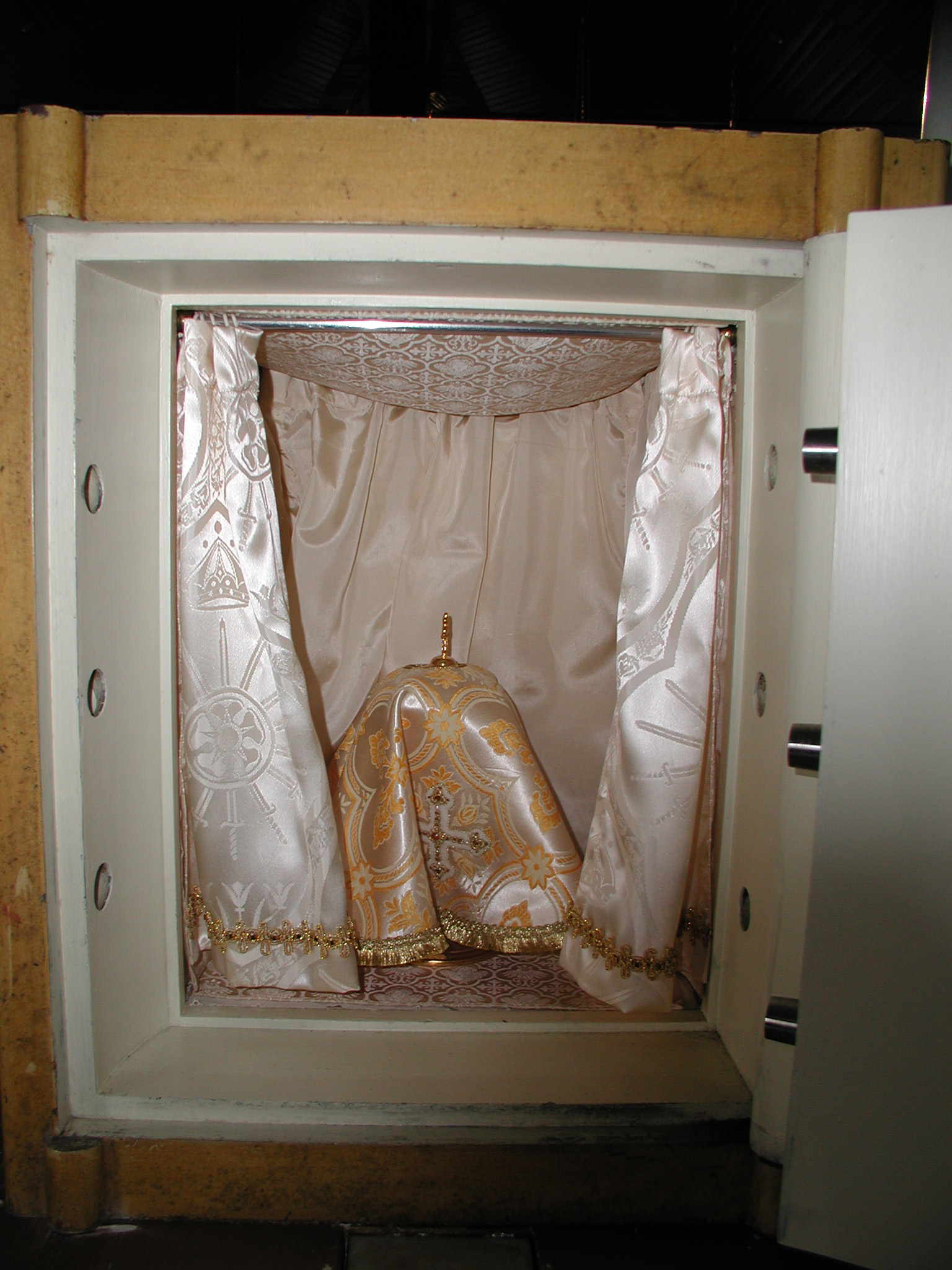
De binnenzijde van het tabernakel van de Kluiskerk te Warfhuizen. Tussen de twee gordijntjes (die normaal gesloten zijn) staat de ciborie, bedekt met het ciborievelum dat aangeeft dat het Lichaam van Christus erin aanwezig is.